# European Journal of Human Genetics
L'European Journal of Human Genetics è una rivista scientifica mensile sottoposta a revisione paritaria e pubblicata dalla Nature Publishing Group per conto della European Society of Human Genetics. Tratta tutti gli aspetti della genetica umana.

## Indicizzazione
Gli abstract e gli articoli della rivista sono indicizzati da:
- BIOSIS Previews
- Biotechnology Citation Index
- Current Contents/Life Sciences
- EMBASE/Excerpta Medica
- MEDLINE/Index Medicus
- Science Citation Index
- Scopus.

Secondo il Journal Citation Reports, nel 2021 la rivista ha ricevuto un fattore di impatto pari a 5,351. Al 2025 l'indice H è stato pari a 96.

## Articoli notevoli
Esempi derivati da it.wikipedia
- Myres, Natalie (2010), "A major Y-chromosome haplogroup R1b Holocene effect in Central and Western Europe", European Journal of Human Genetics, doi:10.1038/ejhg.2010.146. (Storia genetica dell'Italia)
- George Stamatoyannopoulos, Aritra Bose e Athanasios Teodosiadis, Genetics of the peloponnesean populations and the theory of extinction of the medieval peloponnesean Greeks, in European Journal of Human Genetics, vol. 25, n. 5, 8 marzo 2017,  pp. 637-645, DOI:10.1038/ejhg.2017.18. URL consultato il 30 ottobre 2024. (Sicliani)
- King, T. E., Parkin, E. J., Swinfield, G., Cruciani, F., Scozzari, R., Rosa, A., Lim, S. K., Xue, Y., Tyler-Smith, C., & Jobling, M. A. (2007).  Africans in Yorkshire? The deepest-rooting clade of the Y phylogeny within an English genealogy. European journal of human genetics.: EJHG, 15(3), 288–293. https://doi.org/10.1038/sj.ejhg.5201771 (Aplogruppi del cromosoma Y)
- (EN) Ingeborg Barisic et al., Meckel–Gruber Syndrome: a population-based study on prevalence, prenatal diagnosis, clinical features, and survival in Europe, in European Journal of Human Genetics, vol. 23, n. 6, giugno 2015,  pp. 746-752, DOI:10.1038/ejhg.2014.174, ISSN 1018-4813 (WC · ACNP), PMID 25182137. (Sindrome di Meckel)